# Marcelo Alexandre
Marcelo Oscar Alexandre (* 22. Januar 1963 in Buenos Aires) ist ein ehemaliger argentinischer Bahnradsportler und Radsporttrainer.

## Sportliche Laufbahn
Marcelo Alexandre entstammt einer Radsportfamilie, schon sein Großvater (aktiv von 1929 bis 1936) und sein Vater (Mitglied der argentinischen Nationalmannschaft) betrieben Radrennsport. Mit 13 Jahren begann auch Marcelo Alexandre mit dem Radsport und wurde von seinem Vater trainiert.  1981 errang er auf der Alfred-Rosch-Kampfbahn in Leipzig den Titel des Junioren-Weltmeisters im 1000-Meter-Zeitfahren.
Im Laufe seiner Karriere wurde Alexandre 13-mal argentinischer und mehrfach panamerikanischer Meister. Von 1980 bis 1992 war er Mitglied der argentinischen Nationalmannschaft. 1987 gewann er gemeinsam mit Eduardo Trillini das Sechstagerennen von Buenos Aires sowie ein zweites Mal 1993 mit dem Australier Danny Clark. Zweimal startete er bei Olympischen Spielen: 1984 belegte er in Los Angeles Rang sechs im Sprint sowie Rang sieben im 1000-Meter-Zeitfahren, 1988 wurde er 13. im 1000-Meter-Zeitfahren. Ab August 1989 bis 1994 fuhr er als Berufsfahrer. 1988 und 1991 siegte er im Etappenrennen Clásica del Oeste-Doble Bragado.
1981 wurde Alexandre mit der Olimpia de Oro als Argentiniens Sportler des Jahres ausgezeichnet. Im Oktober 2014 kehrte er für einen Besuch auf die Radrennbahn Leipzig zurück und übergab dem Leipziger Sportmuseum Kopien seiner damaligen Goldmedaille und des Meistertrikots.

## Trainer
Nach Beendigung seiner aktiven Karriere wurde Alexandre Trainer der argentinischen Nationalmannschaft.